# Jassita Gurung

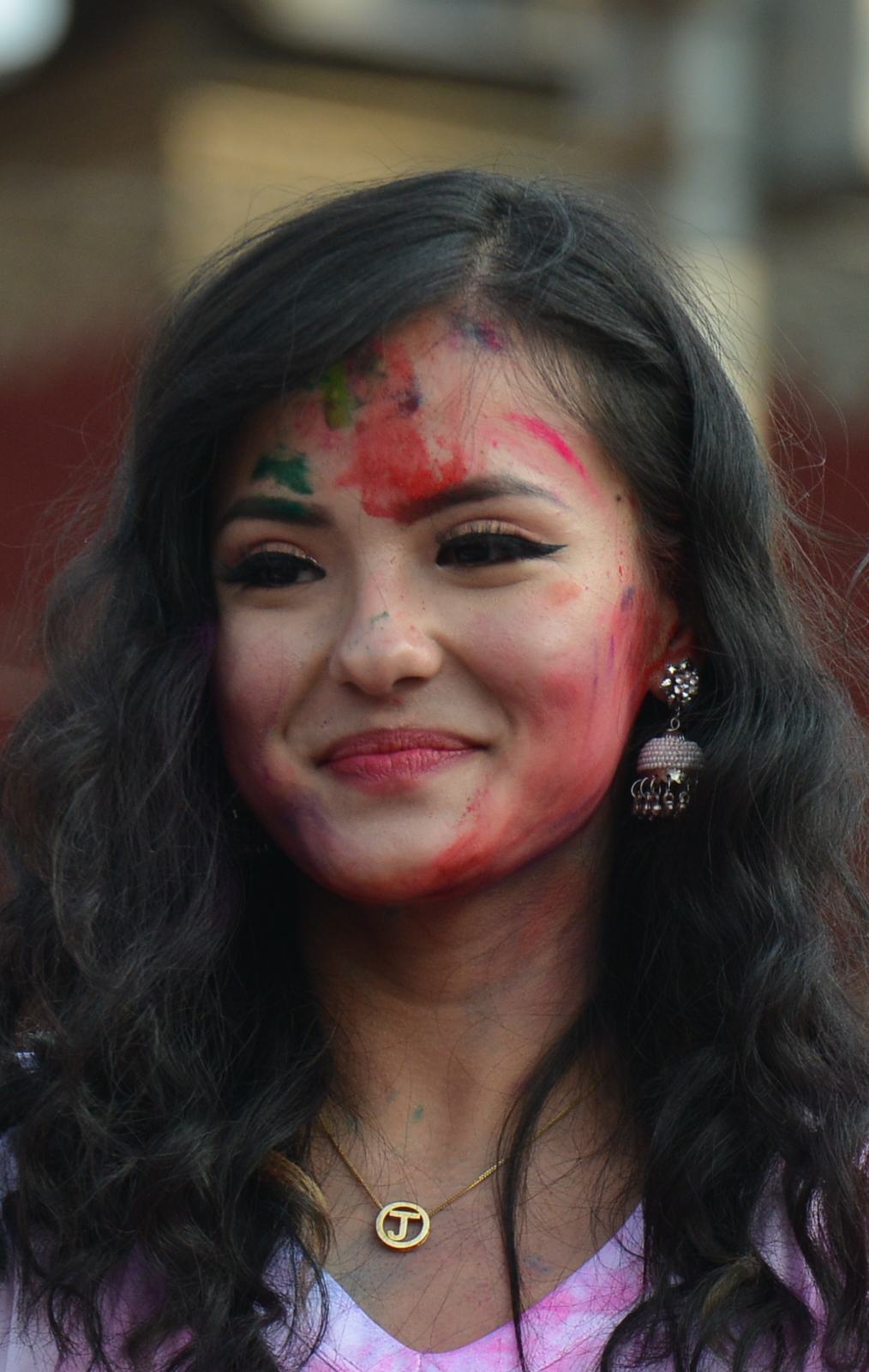
Jassita Gurung

Jassita Gurung (Nepali जस्सिता गुरुङ; * 16. Mai 1996 in Pokhara) ist eine britisch-nepalesische Schauspielerin und Model.

## Biografie
Gurung wurde in Nepal geboren, wuchs aber mit ihren Eltern und nahen Verwandten im Vereinigten Königreich auf. 2017 war sie die Gewinnerin von UK Dance Off. Bekanntheit erlangte sie 2018 in dem Film Lily Bily.
Anschließend spielte sie 2019 in dem Film Love Station. 2022 bekam Gurung eine Rolle in I AM 21. Derzeit ist sie zusammen mit Suren Rai und Saroj Khanal Jurorin bei Super Dancer Nepal.

## Filmografie
Filme
- 2018: Lily Bily
- 2019: Love Station
- 2022: I AM 21

## Auszeichnungen

### Gewonnen
- 2018: Dcine Award 2075 in der Kategorie „Best Debut Actor (Female)“[4]
- 2018: Kamana Film Award 2075 in der Kategorie „Best Debut Actor (Female)“[5]